# Hollywood Chewing Gum
Pour les articles homonymes, voir Hollywood (homonymie).
Hollywood Chewing Gum est une marque française, à l'origine, de chewing-gums (ou gommes à mâcher). Elle appartient depuis 2022 au groupe italien Perfetti Van Melle.

## Historique
La marque Hollywood a été créée en 1952 par Courtland E. Parfet, (1918-2009), un Américain ayant participé au débarquement en Normandie de 1944,, agent général pour l'Europe du fabricant de chewing gum Beech-Nut (en). En 1955, elle fusionne avec la société Kréma.
La première affiche publicitaire date de 1958, elle a pour thème le rêve américain, la première publicité télévisuelle arrivera elle en 1968. Le slogan « Fraîcheur de vivre » est né en 1972, basé sur les valeurs de la jeunesse, de la liberté et de la fraîcheur,.
En 1963, Kréma-Hollywood est rachetée par General Foods Corporation et devient General Foods France.
Le slogan « Hollywood, fraîcheur de vivre » est lancé en 1972. Dans les années 1980, la marque s'associe à l'Union française pour la santé bucco-dentaire. En 1986, la gamme sans sucres Hollywood Light est lancée, suivie en 2001 par la gamme Hollywood Blancheur. En 1990, Kréma, Hollywood, Malabar et Kiss Cool sont regroupés dans Kraft Jacobs Suchard, filiale de Kraft Foods, à la suite de la fusion de ce dernier avec General Foods au sein de Philip Morris.
Dans les années 1990, la consommation des chewing-gums en France croît. Kraft investit 250 millions de francs pour doubler la capacité de production de l'usine Hollywood à Saint-Genest-d'Ambière (lancée en 1986), pour atteindre 15 000 tonnes par an. À partir de 1996, la marque met sur place chaque été des navettes de bus pour conduire gratuitement les jeunes en vacances (35 villes, 11 000 voyageurs en 1998). À la fin des années 1990, la marque veut se défaire du « ton niais » de ses publicités consistant essentiellement à des « sauts dans des cascades ». Le réalisateur Tim Burton réalise en 1998 un spot publicitaire animée et décalée, Le nain de jardin. L'image d'un produit américain n'a plus le même cachet en fin de siècle, la marque se défait de son slogan « Hollywood, fraîcheur de vivre » et tourne en dérision les symboles américains dans ses publicités.
En 2000, Kraft Foods cède son activité confiserie de bonbons et chewing-gums à Cadbury. En 2010, Kraft Foods rachète Cadbury et redevient propriétaire des marques héritées de General Foods. En 2012, à la suite d'une scission du groupe Kraft Foods, Hollywood appartient au groupe Mondelez International. Dans les années 2010, la consommation du chewing gum en France est divisée par deux. En 2014, la marque relance le slogan « Hollywood, fraîcheur de vivre ».  En 2017, l'usine de Saint-Genest-d'Ambière cesse de produire des chewing-gums Hollywood.
En décembre 2022, Mondelez International cède ses activités chewing-gum aux États-Unis, au Canada et en Europe au groupe Perfetti Van Melle pour 1,4 Md€$ (1,3 Md€). Le groupe italo-néerlandais reprend ainsi les marques  Freedent, Stimorol et Hollywood, ainsi que les Cachou Lajaunie et les bonbons La Vosgienne. L’accord comprend aussi la reprise des sites de production de Rockford aux États-Unis, et de Skarbimierz en Pologne.

### Identité visuelle (logo)

Logo d'Hollywood de ???? à 2012.
Logo d'Hollywood de 2012 à 2019.

## Sponsoring
Début novembre 2020, Hollywood Chewing Gum signe un partenariat avec la LFP pour sponsoriser la Ligue 1 et la Ligue 2. Le partenariat a été signé pour deux saisons, soit jusqu'en juin 2022.